# Schloss Nabburg

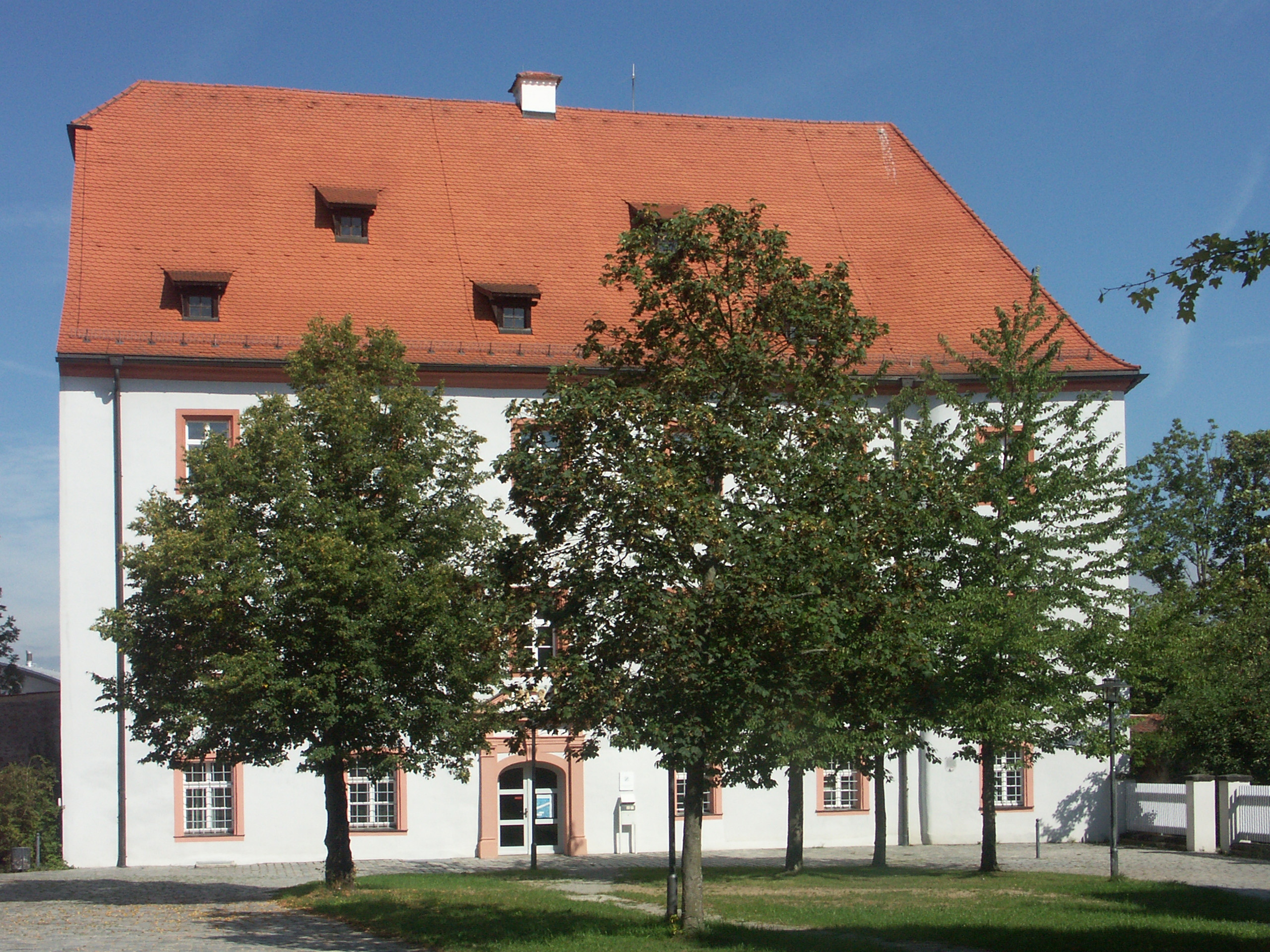
Pflegschloss Nabburg 2007

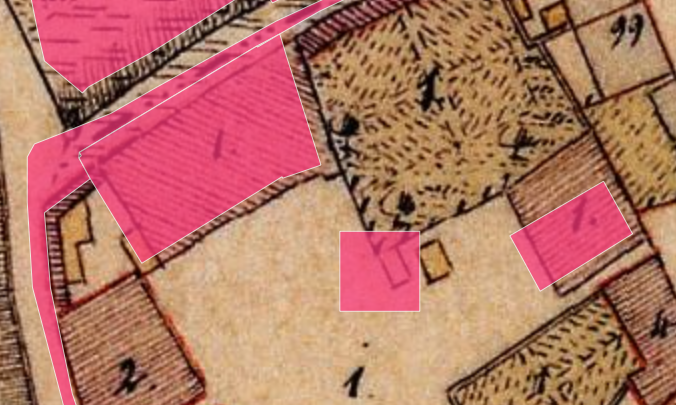
Lageplan von Burg und Schloss Nabburg auf dem Urkataster von Bayern

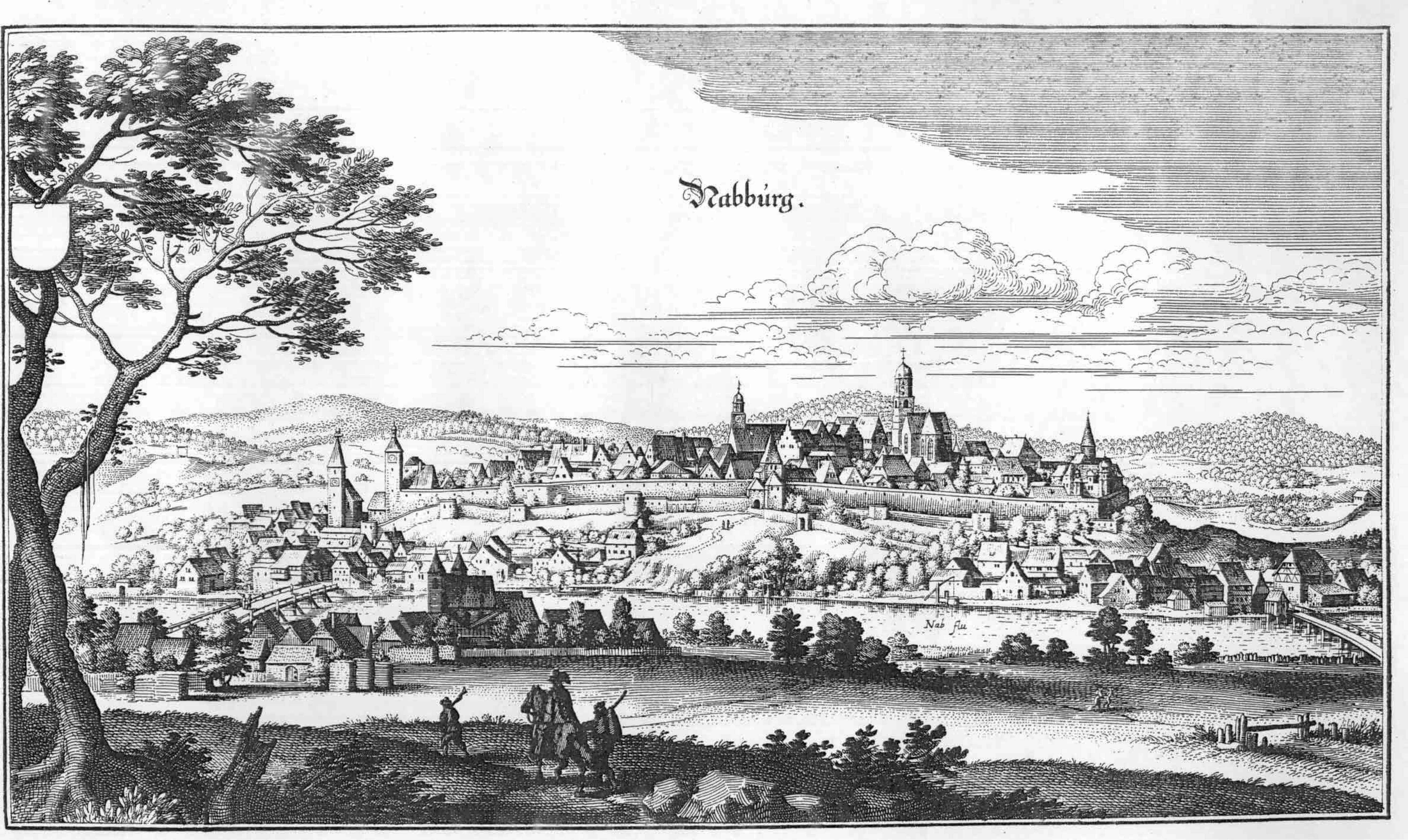
Nabburg nach einem Stich von Matthäus Merian von 1665

Das denkmalgeschützte Schloss Nabburg (bzw. die frühere Burg Nabburg) befindet sich an der Nord-West-Ecke der Stadtbefestigung der oberpfälzischen Stadt Nabburg im Landkreis Schwandorf (Obertor 12). Es ist unter der Aktennummer D-3-76-144-55 als Baudenkmal verzeichnet. „Archäologische Befunde des Mittelalters und der frühen Neuzeit im Bereich des ehem. Pflegschlosses und der ursprünglich zugehörigen Evang.-Luth. Kirche St. Laurentius in Nabburg, zuvor mittelalterliche Burganlage“ werden zudem als Bodendenkmal unter der Aktennummer D-3-6539-0152 geführt.

## Geschichte
Nabburg wird 929 erstmals erwähnt und erlebte während des 11. und 12. Jahrhunderts einen Aufstieg zu einer bedeutsamen Markgrafenresidenz. Der Übergang von einer Veste zu einer bürgerlichen Siedlung vollzog sich im 13. Jahrhundert nach dem Übergang des Gebietes an die Wittelsbacher. 1271 wird Nabburg erstmals als civitas bezeichnet, während früher die Bezeichnung oppidum üblich war. Aber erst in dem Herzogsprivileg des Herzogs Rudolf von 1296 werden den Nabburger ihre Rechte bestätigt und Nabburg wird in den Rechtskreis von Amberg eingeordnet.
Auf der Reichsveste Nabburg tritt 1118 mit einem Ludewicus de Napurch erstmals das Ministerialengeschlecht der Nabburger auf. Dieser Ludewicus wird in einer Reichenbacher Tradition durch Diepold III. ausdrücklich als dessen Dienstmann bezeichnet und erscheint in dieser Eigenschaft bis 1135 in den Reichenbacher Urkunden. 1125 wird ebenfalls als Ministeriale des Markgrafen Diepold III. ein Reginbot von Nabburg bei der Übergabe des Gutes Steinbach genannt. Dieser Reinboto von Nabburg soll 1125 Abt im Kloster Reichenbach gewesen sein und für den Markgraf die Übergabe des Gutes Ober- und Unterasbach der Herzogin Richza von Böhmen an das Kloster vorgenommen haben.

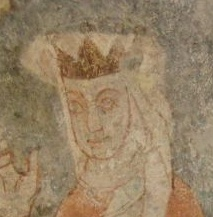
Richza von Böhmen, Herzogin von Mödling

Als weitere Diepoldinger Ministeriale treten in dieser Zeit noch Sigebot sowie dessen beide Söhne Theoderich und Sigebot der Jüngere und ein Markward von Nabburg auf. Offenbar war bis 1193 eine Allodifizierung des ursprünglichen Dienstlehens eingetreten, denn bei einer Schenkung des Tiemo von Nabburg an das Kloster Reichenbach wird das geschenkte Gut als erbeigen bezeichnet. Es erscheinen immer wieder Nabburger als Zeugen, wobei nicht klar ist, ob diese einer Familie angehörten oder ob Nabburg nur eine Abstammungsbezeichnung bedeutet. Die starke Besetzung von Nabburg durch die Diepoldinger diente nicht unbedingt der Landesverteidigung gegen Böhmen, sondern richtete sich gegen die konkurrierenden Dynastengeschlechter der Grafen von Sulzbach oder deren Nachfolger, die Landgrafen von Leuchtenberg.
Als Nachfolger der Diepoldinger in der Mark Cham (1204) und zwischen 1254 und 1256 auch von deren Allodialgütern in Nabburg gelang es in der Folge den Wittelsbachern, die um Nabburg verstreuten Besitzungen zu erwerben und das Territorium der Oberen Pfalz abzurunden. Das hatte auch die Schaffung eines eigenen Viztumamtes nördlich der Donau zur Folge. Dieses wurde um 1300 ohne festen Sitz zu Burglengenfeld, Amberg und Nabburg abgehalten. Spätestens ab 1326 war der Gerichtssitz dauerhaft in Burglengenfeld und diesem unterstanden die drei Urbarsämter Altendorf, Schwarzach und Nabburg. Altendorf und Schwarzach wurden in der Folge dem Amt Nabburg eingegliedert und erscheinen im Herzogsurbar von 1326 als im offizium Nabburg gelegen. Nach dem Hausvertrag von Pavia kam Nabburg an Herzog Rudolf und Herzog Ruprecht von der pfälzischen Linie der Wittelsbacher. 1338 fiel Nabburg an den Pfalzgrafen Ruprecht II. Nach dem Ableben von Kurfürst Rudolf II. († 1353) kam Nabburg mit anderen nordgauischen Besitzungen an Herzog Ruprecht den Jüngeren. Unter ihm entstand ein von Amberg unabhängiges Viztumamt Nabburg, zu dem die Ämter Neunburg vorm Wald, Wetterfeld, Murach und Treswitz gehörten. Dieses Viztumamt bestand bis 1410. Folgende „Vicedomini“ sind dabei bezeugt: Ritter Dietrich Kürner (1355), Johann Mertz (1356), Ritter Dietrich Geiganter (1359–1362), Ulrich Schenk von Reicheneck (1363), Wilhelm von Brytzenheim (1367) und Ulrich Schenk von Reicheneck (1371–1373). Danach wurde das Gebiet direkt von Ruprecht III. verwaltet, der von seinem Vater 1374 die Regierung des Viztumamtes Nabburg übertragen bekommen hatte. 1410 wurden die Besitzungen unter den vier Söhnen Ruprecht III. aufgeteilt. Nabburg kam dabei an Kurfürst Ludwig III. In der Folge wurde Nabburg wieder nach Amberg eingegliedert. Nabburg blieb ein Pflegamt, wobei Gerichtstage bis zu den 70er Jahren des 16. Jahrhunderts abwechselnd in Amberg und in Nabburg abgehalten wurden und danach – gegen den Willen der Nabburger – nur mehr in Amberg.
Seit Beginn des 14. Jahrhunderts standen an der Spitze der Verwaltung (meist) adelige Pfleger. Er wurde unterstützt durch Kastner und Landschreiber, die für die Finanzverwaltung des Amtes zuständig waren. Als Vertreter des Pflegers fungierten vom Pfleger eingesetzte Richter, die aber von ihm bezahlt werden mussten, was dazu führte, dass das Amt des Pflegers und des Richters von einer Person ausgeübt wurde. Letzter Pfleger war von 1793 bis 1803 Sigmund Reichsgraf von Kreuth und letzter Richter Franz Nepomuk Freiherr von Anethan. Das Pflegamt Nabburg war ein geschlossener und von keiner anderen Herrschaft durchsetzter Amtsbereich.

## Beschreibung Schloss Nabburg
Das Schloss ist ein mächtiger dreigeschossiger Renaissancebau, der im Westen mit einem Schopfwalmdach gedeckt ist. Es liegt im Nordwesten der Altstadt, unmittelbar an der Stadtmauer im Bereich der alten Burg. Das Schloss wurde im 16. Jahrhundert erbaut und ab 1750 nach Plänen von Baukommissär Wolfgang Anton von Löwen umgebaut.
Erhalten sind ferner Reststücke der Ringmauer aus dem 15. Jahrhundert sowie ein Brunnen mit einem Granitbecken aus dem 18. Jahrhundert. Zu der Anlage gehört die Laurentiuskirche, die ehemalige Schlosskapelle; diese ist ein spätgotischer Bau, der am Chorbogen die Jahreszahl 1489 zeigt.
Heute ist in dem ehemaligen Schloss das Vermessungsamt von Nabburg untergebracht.